# Fluxo volumétrico
Em dinâmica de fluidos e hidrometria, o fluxo volumétrico ou taxa de fluxo de fluidos é o volume de fluido que passa por uma superficie dada em um tempo determinado. Usualmente é representado com a letra Q maiúscula.
Alguns exemplos de medidas de fluxo volumétrico são: os metros cúbicos por segundo (m3/s, em unidades básicas do Sistema Internacional) e o pé cúbico por segundo (cub.ft/s no sistema inglês de medidas).
Dada uma área A, sobre a qual flui um fluido a uma velocidade uniforme v com um ângulo {\displaystyle \theta } desde a direção perpendicular a A, a taxa do fluxo volumétrico é:
{\displaystyle Q=A\cdot v\cdot \cos \theta }
No caso de que o fluxo seja perpendicular a área A, ou seja, paralelo ao vetor de área, {\displaystyle \theta =0}, a taxa do fluxo volumétrico é:
{\displaystyle Q=A\cdot v}